# Дипломатически мисии на Монако
Това е списък на дипломатическите мисии на Монако по целия свят.
Княжество Монако, въпреки малкия си размер, е пълноправен член на ООН и има свои собствени посолства в чужбина, както и 104 почетни консулства (не са показани в списъка по-долу).
Сградата на посолството на Монако във Вашингтон преди това е принадлежала на американсия президент Уорън Хардинг.

## Европа
- Белгия
  - Брюксел (посолство)
- Ватикан
  - Ватикана (посолство)
- Германия
  - Берлин (посолство)
- Испания
  - Мадрид (посолство)
- Италия
  - Рим (посолство)
- Франция
  - Париж (посолство)
- Швейцария
  - Берн (посолство)

## Северна Америка
- САЩ
  - Вашингтон (посолство)
  - Ню Йорк (генерално консулство)

## Междудържавни организации
- - Брюксел - ЕС
  - Виена - ООН и ОССЕ
  - Ню Йорк - ООН
  - Париж - ЮНЕСКО и Франкофония